# Daniel J. McCarty
Daniel J. McCarty (* 31. Oktober 1928 in Philadelphia, Pennsylvania) ist ein US-amerikanischer Mediziner (Rheumatologie).

## Leben
McCarty studierte an der Villanova University mit dem Bachelor-Abschluss in Biologie 1950 und Medizin an der University of Pennsylvania mit dem M.D.-Abschluss 1954. Den Beginn seiner Facharztausbildung (Internship) absolvierte er am Fitzgerald-Mercy Hospital in Darby und die weitere Facharztausbildung (Residency) am Hospital der University of Pennsylvania sowie dem Veterans Administration Hospital in Philadelphia. 1960 wurde er Assistant Professor und 1963 Associate Professor für Innere Medizin am Hahnemann Medical College der Drexel University, wo er die Rheumatologie leitete. Von 1967 bis 1974 war er Professor für Innere Medizin an der University of Chicago und Leiter der Abteilung Arthritis und Stoffwechselkrankheiten. Ab 1974 war er Professor am Medical College of Wisconsin und Direktor des dortigen Arthritis Institute. Er war dort ab 1974 auch 17 Jahre lang Vorstand der medizinischen Fakultät und war Will and Cava Ross Professor.
Er ist bekannt für Forschungen zur Gicht, Pseudogicht, Milwaukee shoulder syndrome und das RS3PE Syndrome (remitting symmetrical seronegative synovitis with pitting edema). Von ihm stammen über 300 Publikationen und er war Herausgeber des Standardhandbuchs über Arthritis und verwandte Krankheiten in den USA.
1965 erhielt er den Canada Gairdner International Award. Er ist Fellow der American Association for the Advancement of Science. 1979/80 war er Präsident der American Rheumatism Association. Von 1965 bis 1970 war er Herausgeber von Arthritis & Rheumatism und 1988 Gründungsherausgeber von Current Opinion in Rheumatology. Er ist Master des American College of Rheumatology.

## Schriften
- Herausgeber: Arthritis and allied conditions, 13. Auflage, Lea & Febiger, Philadelphia 1993 (er war seit 1972 Herausgeber)
- Herausgeber: Rheumatology Volume, Current Practice of Medicine, 1993